# 엘런 코비
엘런 코비(Ellen Corby, 1911년 6월 3일 ~ 1999년 4월 14일)는 미국의 배우이다.

## 영화, 텔레비전
- 사막의 아들
- 나선 계단
- 멋진 인생
- 독신남 (1947년 영화)
- 작은 아씨들 (1949년 영화)
- 건파이터 (1950년 영화)
- 외야의 천사들 (1951년 영화)
- 사브리나 (1954년 영화)
- 왈가닥 루시
- 현기증 (1958년 영화)
- 보난자 (드라마)
- 포켓에 가득찬 행복
- 보난자 (드라마)
- 앤디 그리피스 쇼
- 포 포 텍사스
- 고머 파일, U.S.M.C.
- 비버리 힐빌리즈
- 허쉬...허쉬, 스윗 샬롯
- 배트맨 (드라마)
- 라일라 클레어의 전설
- 하와이 파이브-O
- 고머 파일, U.S.M.C.
- 월튼네 사람들
- 제6지대

## 각본
- 월튼네 사람들